# Трин (Граубюнден)
Трин (нем. Trin) — коммуна в Швейцарии, в кантоне Граубюнден.
Входит в состав округа Имбоден. Население составляет 1148 человек (на 31 декабря 2006 года). Официальный код — 3734.